# NGC 2796
NGC 2796 é uma galáxia espiral (Sa) localizada na direcção da constelação de Cancer. Possui uma declinação de +30° 54' 58" e uma ascensão recta de 9 horas, 16 minutos e 41,8 segundos.
A galáxia NGC 2796 foi descoberta em 13 de Março de 1785 por William Herschel.